# Мироненки
Мироненки — український старшинський, пізніше дворянський рід.

## Походження
Нащадки(?) Степана Мироненка, сотника Баришівського. Також сотником цієї сотні був Денис Мироненко в кінці XVIII ст.

## Опис герба
В червонному полі чорне орлине крило, обтяжене стрілою вліво і супроводжене зверху двома золотими кавалерськими хрестами в ряд.
Щит увінчаний дворянським шоломом і короною. Нашоломник: воїн з мечем в правій і списом в лівій руці. Намет на щиті червоний, підкладений сріблом.